# Tsutomu Fujihara
Tsutomu Fujihara (藤原 務 Fujihara Tsutomu?), född 13 oktober 1980 i Mie prefektur, är en japansk före detta fotbollsspelare.
Fujihara började sin karriär 1999 i Cerezo Osaka. Efter Cerezo Osaka spelade han för Avispa Fukuoka och Jatco. Han avslutade karriären 2003.